# Cortometraggi de I Simpson
I cortometraggi de I Simpson, noti anche come I corti, sono una serie di cortometraggi animati di un minuto che andarono in onda nel varietà statunitense The Tracey Ullman Show per tre stagioni, dal 1987 al 1989, prima che i protagonisti finissero nel loro proprio show da prima serata, la famosa serie animata chiamata I Simpson.

## Creazione e sviluppo

Immagine tratta dalla scena finale del primo cortometraggio intitolato Good Night

I corti furono creati dal cartonista Matt Groening in collaborazione con James L. Brooks. All'inizio Groening aveva pensato di trasportare sul piccolo schermo la sua striscia a fumetti Life in Hell, ma quando si rese conto che ciò avrebbe comportato la rescissione dei diritti di pubblicazione per quest'ultima opera, decise di prendere un'altra strada. Frettolosamente ebbe l'idea di delineare come protagonista dei corti la sua versione di una famiglia disfunzionale, e diede ai personaggi lo stesso nome di quello dei suoi familiari: il personaggio di Homer era il padre di Groening, Marge sua madre, Bart era basato su Groening stesso (Matt, ma fu scelto come nome l'anagramma di "brat" che in inglese vuol dire 'monello'), Lisa e Maggie alle sue due sorelle più piccole. Nel primo corto,  Good Night, veniva rivelato solo il nome di Lisa, mentre quelli di Homer, Marge, Bart e Maggie e il cognome della famiglia vennero rivelati più avanti.
Lo storyboard e la sceneggiatura dei corti furono curati da Matt Groening. La famiglia era rozzamente disegnata, poiché Groening aveva sottoposto schizzi di base agli animatori, supponendo che li avrebbero puliti; invece semplicemente ricalcarono i suoi disegni. L'animazione fu prodotta in America agli studi Klasky Csupo, con Wesley Archer, David Silverman, e Bill Kopp come animatori per la prima stagione; successivamente i cortometraggi furono animati da Archer e Silverman. Georgie Peluse era il colorista e la persona che decise di colorare di giallo la pelle dei personaggi, per far credere ai telespettatori che si trattasse di un problema visivo dei televisori.
I personaggi ebbero le stesse voci che furono usate ne I Simpson. Dan Castellaneta fu voce di Homer Simpson, Abraham Simpson, e Krusty il Clown. La voce di Homer suona in maniera differente nei corti rispetto a molti episodi dello show principale: essa infatti era, all'inizio, vagamente ispirata a quella di Walter Matthau, ma diventò più robusta e umoristica nello show di mezz'ora, conferendo a Homer una vasta gamma di emozioni. Julie Kavner, Nancy Cartwright, e Yeardley Smith furono rispettivamente le voci di Marge Simpson, Bart Simpson, e Lisa Simpson.
I corti comparvero nelle prime tre stagioni del The Tracey Ullman Show. Dalla quarta e ultima stagione del varietà era in onda lo show di mezz'ora. Nelle prime due stagioni, i corti erano divisi in tre o quattro parti, nella terza stagione ogni episodio rappresentava una singola storia.
Tracey Ullman intentò una causa legale, affermando che il suo show era la fonte del successo dei Simpson e perciò richiese una parte dei guadagni provenienti dai corti. Alla fine, la causa fu respinta in favore del network.
Solo pochi di questi corti sono stati pubblicati su DVD. Good Night fu incluso nel DVD della prima stagione de I Simpson. Cinque di questi corti furono inclusi nell'episodio Il 138º episodio spettacolare. I cinque cortometraggi presentati nell'episodio erano: Good Night (completo), The Perfect Crime (prima e ultima scena), Space Patrol (prima e ultima scena), World War III (solo prima scena), e Bathtime (completo). Altri corti, doppiati in italiano, sono stati presentati nei seguenti episodi: Family Portrait (completo) in Non puoi dire sempre quello Kent ti pare, per festeggiare il 400º episodio; e The Aquarium (solo prima e seconda scena) in Sax o non sax, probabilmente per i trent'anni del suddetto corto, quanto riportato dalla scritta iniziale "30 YEARS AGO" (distribuito nel 1988).

## Episodi
Di seguito viene riportata la lista con tutti i cortometraggi de I Simpson.

### Prima stagione
| nº | Codice di produzione | Titolo originale    | Prima TV USA   |
| -- | -------------------- | ------------------- | -------------- |
| 1  | MG01                 | Good Night          | 19 aprile 1987 |
| 2  | MG02                 | Watching Television | 3 maggio 1987  |
| 3  | MG03                 | Bart Jumps          | 10 maggio 1987 |
| 4  | MG04                 | Babysitting Maggie  | 31 maggio 1987 |
| 5  | MG05                 | The Pacifier        | 21 giugno 1987 |
| 6  | MG06                 | Burp Contest        | 28 giugno 1987 |
| 7  | MG07                 | Eating Dinner       | 12 luglio 1987 |

### Seconda stagione
| n° | Codice di produzione | Titolo originale        | Prima TV USA      |
| -- | -------------------- | ----------------------- | ----------------- |
| 1  | MG09                 | Making Faces            | 22 settembre 1987 |
| 2  | MG14                 | The Funeral             | 4 ottobre 1987    |
| 3  | MG10                 | Maggie's Brain          | 11 ottobre 1987   |
| 4  | MG08                 | Football                | 18 ottobre 1987   |
| 5  | MG12                 | House of Cards          | 25 ottobre 1987   |
| 6  | MG15                 | Bart and Dad Eat Dinner | 1º novembre 1987  |
| 7  | MG13                 | Space Patrol            | 8 novembre 1987   |
| 8  | MG18                 | Bart's Haircut          | 15 novembre 1987  |
| 9  | MG20                 | World War III           | 22 novembre 1987  |
| 10 | MG16                 | The Perfect Crime       | 13 dicembre 1987  |
| 11 | MG17                 | Scary Stories           | 20 dicembre 1987  |
| 12 | MG19                 | Grandpa and the Kids    | 10 gennaio 1988   |
| 13 | MG11                 | Gone Fishin'            | 24 gennaio 1988   |
| 14 | MG21                 | Skateboarding           | 7 febbraio 1988   |
| 15 | MG22                 | The Pagans              | 14 febbraio 1988  |
| 16 | MG23                 | The Closet              | 21 febbraio 1988  |
| 17 | MG24                 | The Aquarium            | 28 febbraio 1988  |
| 18 | MG25                 | Family Portrait         | 6 marzo 1988      |
| 19 | MG26                 | Bart's Hiccups          | 13 marzo 1988     |
| 20 | MG27                 | The Money Jar           | 20 marzo 1988     |
| 21 | MG29                 | The Art Museum          | 1º maggio 1988    |
| 22 | MG28                 | Zoo Story               | 8 maggio 1988     |

### Terza stagione
| nº | Codice di produzione | Titolo originale                          | Prima TV USA     |
| -- | -------------------- | ----------------------------------------- | ---------------- |
| 1  | MG30                 | Shut Up Simpsons                          | 6 novembre 1988  |
| 2  | MG35                 | The Shell Game                            | 13 novembre 1988 |
| 3  | MG38                 | The Bart Simpson Show                     | 20 novembre 1988 |
| 4  | MG33                 | Punching Bag                              | 27 novembre 1988 |
| 5  | MG40                 | Simpson Xmas                              | 18 dicembre 1988 |
| 6  | MG39                 | The Krusty the Clown Show                 | 15 gennaio 1989  |
| 7  | MG34                 | Bart the Hero                             | 29 gennaio 1989  |
| 8  | MG41                 | Bart's Little Fantasy                     | 5 febbraio 1989  |
| 9  | MG37                 | Scary Movie                               | 12 febbraio 1989 |
| 10 | MG32                 | Home Hypnotism                            | 19 febbraio 1989 |
| 11 | MG31                 | Shoplifting                               | 26 febbraio 1989 |
| 12 | MG36                 | Echo Canyon                               | 12 marzo 1989    |
| 13 | MG44                 | Bathtime                                  | 19 marzo 1989    |
| 14 | MG45                 | Bart's Nightmare                          | 26 marzo 1988    |
| 15 | MG46                 | Bart of the Jungle                        | 16 aprile 1989   |
| 16 | MG47                 | Family Therapy                            | 23 aprile 1989   |
| 17 | MG42                 | Maggie in Peril: Chapter One              | 30 aprile 1989   |
| 18 | MG43                 | Maggie in Peril: The Thrilling Conclusion | 7 maggio 1989    |
| 19 | MG48                 | TV Simpsons                               | 14 maggio 1989   |

## Distribuzione
Sebbene si pensi siano stati trasmessi solo negli Stati Uniti d'America, i corti risultano essere stati distribuiti, insieme al The Tracey Ullman Show, in spagnolo (trasmessi in Spagna su La 2 dal 1991 al 1994 e in Cile su Canal 13 dal 1989 al 1990 e su Canal 2 Pop & Rock dal 1995 al 1996), in francese (trasmessi su Canal+ dal 1991 al 1992 e su France 3 dal 1992 al 1995) e in tedesco (trasmessi su RTL Plus dal 1992 al 1993) (quindi tra il 1991 e 1992, anche se in Cile nel 1989). In Italia solo i primi 7 furono trasmessi e doppiati rispettivamente su Italia 1 e il canale Fox in quasi tutti si possono sentire le voci dei primi doppiatori della serie tranne nel secondo corto in cui possiamo sentire le voci più recenti di Bart (Gaia Bolognesi) e di Homer (Massimo Lopez).
Caso particolare è la distribuzione in lingua italiana: The Tracey Ullman Show non fu mai trasmesso in Italia, ma alcuni corti furono pubblicati presumibilmente su VHS di film CBS/Fox Video distribuiti da Panarecord nei primi anni 90. 
Si conoscono inoltre i doppiatori, di seguito qui elencati:
| Personaggio   | Doppiatore          |
| ------------- | ------------------- |
| Homer Simpson | Dario De Grassi     |
| Bart Simpson  | Chiara Colizzi      |
| Lisa Simpson  | Federica De Bortoli |